# Emilio Izaguirre
Emilio Izaguirre (Tegucigalpa, 1986. május 10. –) hondurasi labdarúgó, jelenleg Celtic csapatánál játszik hátvédként, valamint tagja hazája nemzeti csapatának is.

## Pályafutása

### Klubcsapatban
2003 óta a hondurasi Motagua csapatánál játszik.

### A válogatottban
Ott volt a hondurasi együttesben a 2007-es CONCACAF-aranykupán, a 2007-es valamint a 2009-es UNCAF-nemzetek kupáján.
Első és eddig egyetlen válogatott gólját Trinidad ellen szerezte 2007 júniusában egy barátságos mérkőzésen.
Emilio behívót kapott a dél-afrikai világbajnokságra is.